# Alex Feneridis
Alex Feneridis (* 13. November 1989 in Wellington) ist ein neuseeländischer Fußballspieler, der auch die griechische Staatsbürgerschaft besitzt.

## Karriere
In seiner Jugend spielte Feneridis bei Waitakere City FC und Auckland City FC, wo ihm 2008 der Sprung in die erste Mannschaft gelang. Nachdem er bereits beim Spiel gegen Hawke’s Bay United ohne Einsatz im Kader stand, gab er sein Debüt in der höchsten neuseeländischen Spielklasse am 19. Januar 2008 gegen Otago United, als er in der 67. Minute eingewechselt wurde. Sein erstes und in dieser Saison einziges Tor erzielte Feneridis am 13. Spieltag gegen Canterbury United, als er in der 41. Minute für das zwischenzeitliche 2:0 sorgte. Auckland gewann das Match letztlich mit 2:1. Am 29. März desselben Jahres debütierte er außerdem für Auckland in der OFC Champions League gegen AS Manu-Ura aus Tahiti, als er in Minute 80 eingewechselt wurde. In seiner ersten Saison absolvierte Feneridis zehn Spiele für Auckland.
In der darauffolgenden Saison kam der junge Mittelfeldspieler insgesamt zwölfmal zum Einsatz und erzielte dabei in der OFC Champions League gegen die Port Vila Sharks aus Vanuatu sowohl ein Tor, als auch ein Eigentor. Das Spiel wurde jedoch ungefährdet mit 8:1 gewonnen. 2008 konnte Feneridis schließlich sowohl die neuseeländische Meisterschaft, als auch die OFC Champions League gewinnen, wobei er im neuseeländischen Finale gegen Waitakere United bis zur 74. Minute auf dem Feld stand und in der Champions League gegen Koloale FC Honiara von den Salomonen sowohl im Hinspiel, als auch im Rückspiel die volle Spielzeit absolvierte. Am Ende der Saison gewann er außerdem den Titel als Nachwuchsspieler der Saison.
Auch in der Saison 2009/2010 kam Feneridis häufig zum Einsatz und gab mit Auckland sein Debüt bei der FIFA Klub-WM in den Vereinigten Arabischen Emiraten, als er im Qualifikationsmatch gegen al-Ahli in der 85. Minute eingewechselt wurde. Das Spiel konnte Auckland mit 2:0 gewinnen, im weiteren Turnierverlauf wurde Feneridis jedoch nicht mehr eingesetzt. Am Saisonende konnte er 14 Spiele und ein Tor verbuchen.
In der Saison 2010/2011 verpasste Feneridis lediglich drei Pflichtspiele der Aucklander, davon zwei Spiele wegen einer Rotsperre, die er sich im Spiel gegen Hawke’s Bay United zugezogen hatte, wobei er in diesem Spiel auch zwei Tore erzielen konnte. Letztlich verlor er mit Auckland das Finale um die neuseeländische Meisterschaft gegen Waitakere United, gewann jedoch die OFC Champions League im Finale gegen Amicale FC aus Vanuatu, wobei er beim Rückspielsieg ein Tor erzielen konnte. Insgesamt absolvierte Feneridis 21 Spiele und erzielte dabei vier Tore in dieser Saison.
2011/2012 spielte Feneridis erneut mit Auckland bei der FIFA Klub-WM, dort unterlag sein Team jedoch Kashiwa Reysol aus Japan mit 0:2. Erneut gelang in diesem Jahr der Gewinn der Champions League, dieses Mal gegen AS Tefana aus Tahiti, außerdem gewann Auckland den ASB Charity Cup und gab sein Debüt für die Neuseeländische U-23-Nationalmannschaft bei der U-23-Ozeanienmeisterschaft im eigenen Land. Feneridis spielte in allen Spielen der Mannschaft und gewann am Ende den Titel im Finale gegen Fidschi, wobei er im Turnierverlauf insgesamt drei Tore vorbereiten konnte. Der Sieg bedeutete die Teilnahme an den Olympischen Sommerspielen 2012 in London, wo Feneridis im Spiel gegen Ägypten in der 89. Minute eingewechselt wurde. Neuseeland wurde Gruppenletzter und schied somit bereits nach der Vorrunde aus.
Auch in der Saison 2012/2013 war Feneridis eine Säule des Aucklander Teams und verpasste nur zwei Spiele, seinen Torrekord konnte er auf fünf Saisontreffer in der Meisterschaft und zwei in der Champions League ausbauen. Dabei schoss er im Champions-League-Finale gegen Waitakere United das zwischenzeitliche 2:0, das Spiel konnte mit 2:1 gewonnen werden, was einen weiteren Titel für Feneridis bedeutete. Für den Meistertitel sollte es jedoch nicht reichen, Auckland City verlor im Finale gegen Waitakere mit 3:4. Auch bei der Klub-WM war er aktiv, Auckland verlor jedoch erneut in der ersten Runde gegen Sanfrecce Hiroshima.

## Erfolge
- Neuseeländischer Meister 2009
- OFC-Champions-League-Sieger 2009, 2011, 2012, 2013
- ASB-Charity-Cupsieger 2011
- U-23-Ozeanienmeister 2012
- Olympiateilnehmer 2012
- Nachwuchsspieler des Jahres 2008/09